# Alaš
L'Alaš (in russo Алаш?, nel corso superiore Čul'ča, Чульча) è un fiume della Russia siberiana occidentale, affluente di sinistra del Chemčik. Scorre nei distretti Barun-Chemčikskij kožuun, Baj-Tajginskij kožuun e Sut-Chol'skij kožuun di Tuva.
Il Čul'ča scorre da un piccolo lago in direzione settentrionale, svolta a est con il nome di Alaš e mantiene questa direzione fino a sfociare nel Chemčik. Il corso inferiore del fiume corre lungo l'altopiano di Alaš. Ha una lunghezza di 172 km e il suo bacino è di 4 630 km². 